# Antônio Francisco Bonfim Lopes
Antônio Francisco Bonfim Lopes, bekannt als Nem (* 24. Mai 1976 in Rio de Janeiro) ist ein brasilianischer Drogenhändler. Er war lange Zeit der Hauptverantwortliche Drogenhändler in der Rocinha, Brasiliens größter Favela. Nem stieg im Lauf der Jahre zum Chef der Verbrecherorganisation Amigos dos Amigos (dt. Freunde von Freunden) auf, die wiederum über den Drogenverkehr und das gesellschaftliche Geschehen in der Rocinha sowie in weiteren Favelas bestimmt. Der über Jahre als meistgesuchte Verbrecher Rio de Janeiros geltende Nem wurde im November 2011 beim Versuch, die Rocinha unbemerkt zu verlassen, im Kofferraum eines Autos von der Polizei entdeckt und gefasst. Zuvor hatte er noch erfolglos versucht, die Suche nach ihm zu beenden zu lassen, indem er seinen eigenen Tod mitsamt Begräbnis vortäuschte.
Nach seiner Festnahme versuchte die Polizei mithilfe einer Unidade de Polícia Pacificadora die Kontrolle in der Favela Rocinha zu erlangen. Die Friedenspolizei konnte aber aufgrund von Polizeigewalt und daraus resultierender mangelnder Akzeptanz bei der Bevölkerung sowie mangelnder finanzieller und struktureller Unterstützung seitens des Staats ihre Aufgaben nicht oder nur unzureichend wahrnehmen. Rogério Avelino da Silva ("Rogério 157"), Nems Stellvertreter, versuchte das Machtvakuum durch Nems Festnahme zu füllen und seinen Platz einzunehmen. Daraufhin drangen Ende 2017 Anhänger Nems in die Rocinha ein, um Rogério 157 blutig zu vertreiben.